# Pancorbo
Pancorbo ist ein Ort und eine Gemeinde (municipio) mit 437 Einwohnern (Stand: 2024) im äußersten Osten der Provinz Burgos in der Autonomen Region Kastilien-León im Norden Spaniens. Pancorbo war eine Station an einer von Bayonne über Irún nach Burgos führenden Nebenstrecke des Jakobswegs.

## Lage und Klima
Der Ort Pancorbo liegt am Río Oroncillo am „Korridor von La Bureba“ zu Füßen der Montes Obarenes in einer Höhe von ca. 635 m. Die Provinzhauptstadt Burgos ist etwa 66 km (Fahrtstrecke) in südwestlicher Richtung entfernt; die Stadt Miranda de Ebro befindet sich ca. 18 km nordöstlich. Interessant sind auch die Städte Frías (ca. 29 km nordwestlich) und Briviesca (ca. 23 km südwestlich). Das Klima im Winter ist rau, im Sommer dagegen gemäßigt und warm; Regen (ca. 730 mm/Jahr) fällt überwiegend im Winterhalbjahr.

## Bevölkerungsentwicklung
| Jahr      | 1857  | 1900  | 1950  | 2000 | 2017 |
| Einwohner | 1.568 | 1.372 | 1.156 | 491  | 448  |

Die Mechanisierung der Landwirtschaft und die Aufgabe von bäuerlichen Kleinbetrieben haben in der zweiten Hälfte des 20. Jahrhunderts zu einem deutlichen Bevölkerungsschwund geführt.

## Wirtschaft
Die Landwirtschaft, zu der auch ein wenig Viehzucht (z. B. Schweine, Hühner) gehörte, spielte seit jeher die wichtigste Rolle für die Bevölkerung der Region; im Ort selber entwickelten sich in kleinem Umfang auch Handwerk, Handel und Dienstleistungsgewerbe. Mehrere Häuser des Ortes werden heute als Ferienwohnungen (casas rurales) vermietet.

## Geschichte
Keltische, römische, westgotische und selbst maurische Spuren fehlen, obwohl deren Anwesenheit in der Region wahrscheinlich ist. Um das Jahr 880 ist ein Castrum Pontecurbum urkundlich erwähnt; im Jahr 957 folgt die erstmalige Erwähnung eines Ortes. Wahrscheinlich wurde der Ort im 9. oder frühen 10. Jahrhundert von den Grafen von Kastilien gegründet oder wiederbesiedelt (repoblación); er war eine wichtige Grenzfestung zum Königreich Navarra und erhielt im Jahr 1147 von König Alfons VII. Rechte und Privilegien (fueros) zuerkannt, die Pancorbo vom 14. bis 16. Jahrhundert zu einer Blütezeit verhalfen.

## Sehenswürdigkeiten

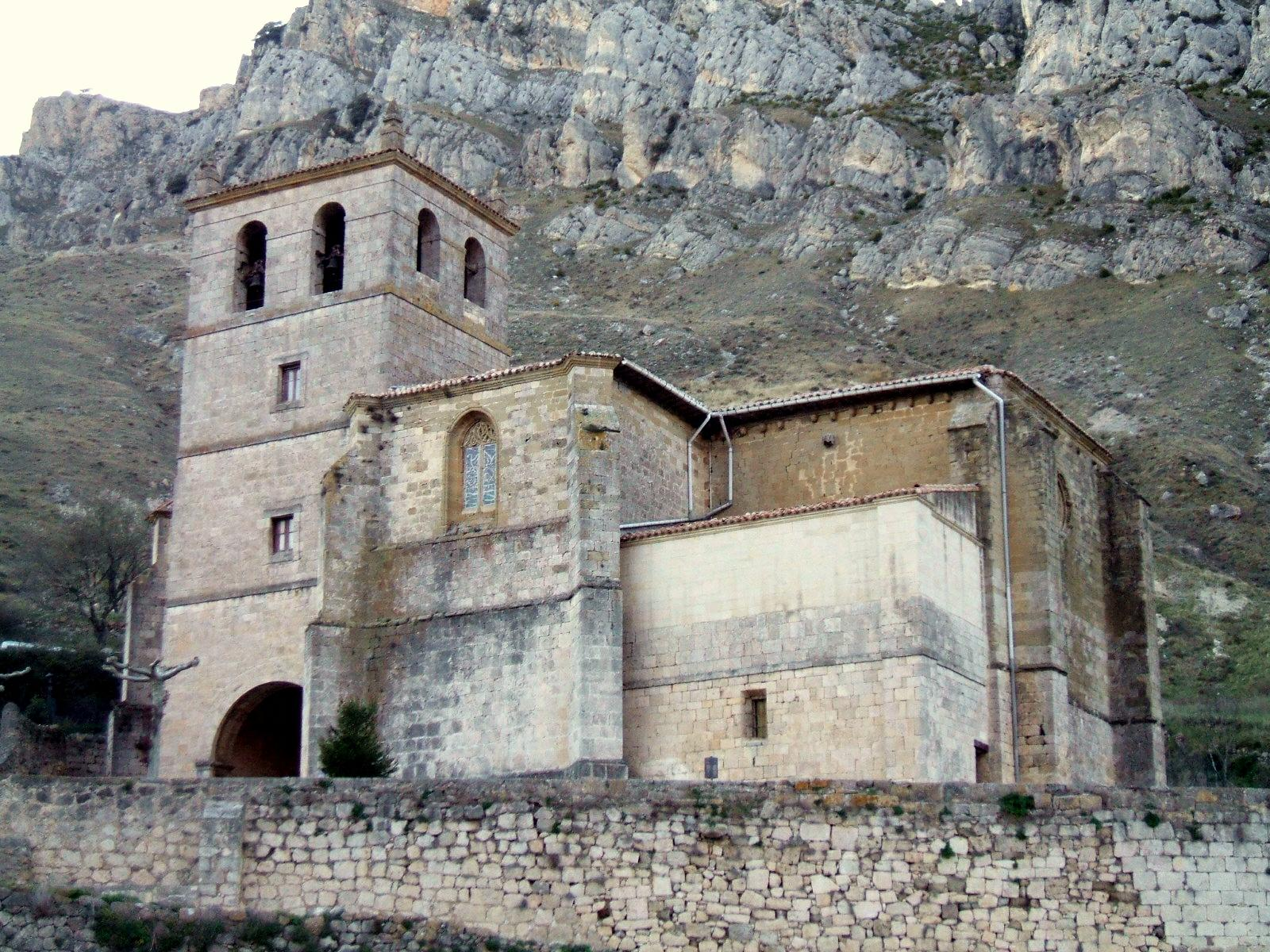
Iglesia de Santiago

- Die spärlichen Ruinen des Castillo de Pancorbo liegen in den zerklüfteten Bergen des Montes Obarenes; im 11. Jahrhundert war die Burg zeitweise vom Königreich Navarra besetzt.[8]
- Die im 16. Jahrhundert an der Stelle eines mittelalterlichen Vorgängerbaus errichtete dreischiffige Iglesia de Santiago ist dem Apostel Jakobus d. Ä. geweiht. Der Glockenturm (campanario) verfügt über einen Durchgang im Erdgeschoss. Die von einem Sterngewölbe überspannte Hallenkirche hat nur zwei Joche; die flach schließende Apsis birgt ein imposantes Altarretabel (retablo) aus dem Jahr 1658 mit einer Reiterfigur Santiagos als Maurentöter (matamoros). Die Kirche dient mittlerweile als Kulturzentrum und Ausstellungsraum.[9]
- Die im Jahr 1714 fertiggestellte Iglesia de San Nicolás hat ein sehenswertes Portal im Stil des klassizistischen Barock.[10]

Umgebung
- In den Bergen der Montes Obarenes sind mehrere Wanderwege ausgewiesen; ein kurzer führt auch in die Nähe der Burgruine.

## Persönlichkeiten
- Juan de Pancorbo (um 1513–um 1575), Konquistador im Heer Francisco Pizarros[11]